# Big Big Train
Big Big Train je anglická progressive rocková skupina založená v roce 1999 v Bournemouthu.
V současné době skupina hraje ve složení Greg Spawton (baskytara, kytary a klávesy), Nick D'Virgilio (bicí, kytary a klávesy) a Rikard Sjöblom (kytary a klávesy). Robin Armstrong (kytary a klávesy) se ke skupině připojil na živých vystoupeních v roce 2019. Do roku 2009 byla skupina aktivní převážně ve studiových projektech Spawtona a spoluzakladatele Andy Poolea (baskytara, kytary a klávesy), který skupinu opustil v roce 2018, kdy se změnila základní sestava a hostující hudebníci. Tato sestava vydala dvanáct studiových alb a tři EP.
Skupina začínala jako nezávislá, později v letech 1993–1998 měla podepsanou smlouvu s Giant Electric Pea  pak rozšiřovala své nahrávky přes vlastní webové stránky. Od jejich šestého alba  The Underfall Yard, které dostalo pochvalné uznání od progresiverockové komunity, byla vytvořena stabilní sestava a po sedmnácti letech svého působení skupina odehrála v srpnu roku 2015 první živá vystoupení v Londýnském Kings Place. 
Tyto koncerty byly čtenáři časopisu Prog zvoleny Událostí roku. Blu-ray disk Stone & Steel, představující zkoušky v roce 2014 v Real World Studios a čtyři písně hrané v Kings Place, byl vydán 21. března 2016. Big Big Train byli vítězi Breakthrough Award na Progressive Music Awards, které se konaly v Kew Gardens v Londýně dne 3. září 2013 a v posledních letech byly nominovány v několika dalších kategoriích. Poslední studiové album Common Ground vyšlo v červenci 2021. Jejich předchozí studiové album Grand Tour vyšlo v květnu 2019.
Big Big Train se vydali na své první turné po Velké Británii v říjnu 2019. Plánované termíny jejich prvních severoamerických a evropských turné byly v roce 2020 zrušeny kvůli pandemii covidu-19.
Zpěvák David Longdon zemřel 20. listopadu 2021 ve věku 56 let.

## Členové skupiny
Členové
- Greg Spawton – baskytara (2009–současnost), kytary, klávesy (1990–současnost), doprovodný zpěv (1995–současnost)
- Nick D'Virgilio – bicí, zpěv, perkusy (2009–současnost), kytary, klávesy (2018–současnost)
- Rikard Sjöblom – kytary, klávesy, doprovodný zpěv (2014–současnost)

Koncertní členové
- Carly Bryant – klávesy, kytary, zpěv (2020–současnost)
- Dave Foster – kytary (2020–současnost)
- Clare Lindley – perkusy, zpěv (2021–současnost)

Bývalí členové
- Andy Poole – baskytara (1990–2012), klávesy (2004–2018), kytary (2012–2018)
- Ian Cooper – klávesy (1991–1995, 1999–2004)
- Steve Hughes – bicí (1991–1998, 2002–2009)
- Martin Read – lead zpěv (1991–2003)
- Tony Müller – klávesy (1995–2003), zpěv (1999–2003)
- Pete Hibbit – bicí (1998–1999)
- Phil Hogg – bicí (1999–2002)
- Sean Filkins – lead zpěv (2003–2009)
- David Longdon – lead zpěv, flute, klávesy, kytary (2009–2021; died 2021)
- Dave Gregory – kytary (2009–2020)
- Danny Manners – klávesy, double bass (2012–2020)[5]
- Rachel Hall – housle, viola, cello, zpěv (2014–2020)[5]

Bývalí koncertní členové
- Robin Armstrong – kytary, klávesy (2018–2019)

## Diskografie
Alba
- Goodbye to the Age of Steam (1994)
- English Boy Wonders (1997)
- Bard (2002)
- Gathering Speed (2004)
- The Difference Machine (2007)
- The Underfall Yard (2009)
- English Electric Part One (2012)
- English Electric Part Two (2013)
- Folklore (2016)
- Grimspound (2017)
- The Second Brightest Star (2017)
- Grand Tour (2019)
- Common Ground  (2021)
- Welcome to the Planet (2022)
- Ingenious Devices (2023)
- The Likes of Us (2024)

Dema a EPs
- From the River to the Sea (1992)
- The Infant Hercules (1993)
- Far Skies Deep Time (2010)
- Make Some Noise (2013)
- Wassail (2015)
- Proper Jack Froster (2021)

Koncertní alba
- A Stone's Throw From the Line (2016)
- Merchants of Light (2018)
- Empire (2020)

DVD a Blu-ray
- Stone & Steel (2016)
- Reflectors of Light (2019)
- Empire (2020)

Kompilace
- English Electric: Full Power (2013)
- Summer's Lease (2020)